# Grand Prix Kranj 2013
Il Grand Prix Kranj 2013, quarantacinquesima edizione della corsa, valido come evento dell'UCI Europe Tour 2013 categoria 1.2, si svolse il 27 luglio 2013 su un percorso di 177 km. Fu vinto dall'austriaco Lukas Pöstlberger, che giunse al traguardo con il tempo di 4h00'04" alla media di 44,23 km/h.
Al traguardo 40 ciclisti portarono a termine la gara.

## Ordine d'arrivo (Top 10)
| Pos. | Corridore         | Squadra        | Tempo    |
| ---- | ----------------- | -------------- | -------- |
| 1    | Lukas Pöstlberger | Gourmetfein    | 4h00'04" |
| 2    | Matej Jurčo       | Dukla Trencin  | s.t.     |
| 3    | Kristjan Fajt     | Adria Mobil    | s.t.     |
| 4    | Cristian Grazian  | C. Team Friuli | a 47"    |
| 5    | Matteo Marcolin   | C. Team Friuli | a 57"    |
| 6    | Radoslav Rogina   | Adria Mobil    | a 2'48"  |
| 7    | Hans-Jörg Leopold | WSA            | a 2'57"  |
| 8    | Jan Polanc        | Radenska       | s.t.     |
| 9    | Patrik Tybor      | Dukla Trencin  | s.t.     |
| 10   | Tadej Valjavec    | Sava           | a 3'05"  |